# Vera Cruz (film)
Vera Cruz is een Amerikaanse western uit 1954 onder regie van Robert Aldrich.

## Verhaal
De film speelt zich af tijdens de Franse interventie in Mexico. Ben Trane, een vroegere soldaat van de Geconfedereerden, reist naar Mexico en sluit zich aan bij een stel rovers. Ze worden ingehuurd om een gravin te escorteren naar Veracruz. Onderweg komen ze erachter dat ze een lading goud bij zich heeft. Daardoor is ze niet meer veilig voor de groep.

## Rolverdeling
| Acteur          | Personage                     |
| --------------- | ----------------------------- |
| Gary Cooper     | Ben Trane                     |
| Burt Lancaster  | Joe Erin                      |
| Denise Darcel   | Gravin Marie Duvarre          |
| Cesar Romero    | Markies Henri de Labordere    |
| Sara Montiel    | Nina                          |
| George Macready | Keizer Maximiliaan van Mexico |
| Jack Elam       | Tex                           |
| Ernest Borgnine | Donnegan                      |
| James McCallion | Little-Bit                    |
| Morris Ankrum   | Generaal Ramírez              |
| James Seay      | Abilene                       |
| Henry Brandon   | Kapitein Danette              |
| Archie Savage   | Ballard                       |
| Charles Bronson | Pittsburgh                    |
| Charles Horvath | Reno                          |